# Zanthoxylum austrosinense
Zanthoxylum austrosinense är en vinruteväxtart som beskrevs av Cheng Chiu Huang. Zanthoxylum austrosinense ingår i släktet Zanthoxylum och familjen vinruteväxter. Utöver nominatformen finns också underarten Z. a. pubescens.